# Junonia adamauana
Junonia adamauana är en fjärilsart som beskrevs av Schultze 1920. Junonia adamauana ingår i släktet Junonia och familjen praktfjärilar. Inga underarter finns listade i Catalogue of Life.